# Cadwallader C. Washburn
Cadwallader Colden Washburn, född 22 april 1818 i Livermore, Massachusetts (nuvarande Maine), död 15 maj 1882 i Eureka Springs, Arkansas, var en amerikansk politiker och general. Han var ledamot av USA:s representanthus 1855–1861 och 1867–1871 samt guvernör i delstaten Wisconsin 1872–1874.
Washburn studerade juridik i Rock Island, Illinois. Han flyttade 1842 till Wisconsinterritoriet. Han var först medlem av whigpartiet men gick med i republikanerna efter att partiet grundades. År 1855 efterträdde han Ben C. Eastman som kongressledamot och under sin första period i kongressen satt han kvar till 1861.
Washburn deltog i amerikanska inbördeskriget i nordstatsarmén. I juli 1862 befordrades han till brigadgeneral och slutligen 29 november 1862 till generalmajor. År 1867 efterträdde han Walter D. McIndoe som kongressledamot och denna gången var han kvar i kongressen fram till 1871.
I guvernörsvalet i Wisconsin 1871 besegrade Washburn James Rood Doolittle. Han kandiderade 1873 till omval men förlorade mot demokraten William Robert Taylor.
Washburns grav finns på Oak Grove Cemetery i La Crosse. Washburn County har fått sitt namn efter Cadwallader C. Washburn. Brodern Israel Washburn var guvernör i Maine 1861–1863. En annan bror, William D. Washburn, var senator för Minnesota 1889–1895.